# 王惜寸
王惜寸（1878年—1964年），又名王徵莹、征莹或王澂瑩，中华民国政治财经人物。浙江奉化人。

## 家族
浙江宁波府奉化县（今宁波市奉化区）葛竹村人。族名时荣。葛竹王氏按照贤、良、忠、时排行，王惜寸是小房时字辈，乃王良珊族孙。而王良珊是王采玉堂兄王贤昌次子。王采玉是蒋中正的生母。故王惜寸是蒋中正母方的亲戚。
王良珊也是王震南堂兄弟。另有堂兄王良鹤，有继子王世和。王震南、王世和、王惜寸均为蒋中正母方亲戚，并同在中华民国大陆时期担任军事、财经要职。国共内战失利后，均移居台湾，辅佐两蒋。外界误传王惜寸为蒋中正表兄。

## 生平
早年曾在奉化家乡的葛竹学堂教书。蒋中正幼年曾在凤翥读书学习，曾教导过蒋中正。乡里尊称其为时荣先生。后曾在康岭创办中学。担任过嵊县政府的秘书。
1925年，蒋中正应孙中山之命筹办黄埔军校。1926年11月，蔣介石率北伐軍戰勝孫傳芳主力，攻克江西南昌，把王惜寸召到北伐軍總司令部行轅担任秘书:111。
1927年6月，改任中國國民黨中央執行委員會秘書:111。曾任南京国民政府文官处秘书。1930年12月，蔣介石深感浙江財政工作重要，特派王惜寸來杭州任浙江省政府委員兼財政廳長，後又兼任浙贛皖蘇四省農民銀行董事長:111。1933年葛竹王氏重修宗譜，王惜寸任修譜總裁，請蔣為新譜作序，蔣慨然允請:111。1943年，曾出任浙江省财政厅长，前任为周骏彦，继任为徐青甫。蔣派王惜寸去貴州擔任財政廳長，後改任中國農民銀行常駐監察人:111。曾任贵州省省府委员。曾参与发起成立贵州省赈务会，担任筹募组主任。曾任安徽省财政厅长。曾任浙江省垦殖股份有限公司董事长。曾与竺鸣涛组织“孔学会”，宣扬儒家传统道德学说。
1949年春，王惜寸隨中國農民銀行遷往廣州，後輾轉香港到台湾:111。出任中国农民银行常驻监察人（一说，中國農業銀行行長）。1964年逝世于台北，享年86歲。同年9月25日，下葬阳明山第一公墓。
2012年，臺北市長郝龍斌访问大陆，抵达上海，遇到王澂瑩外孙女竺重陵，要求郝回台湾后帮助寻找王在阳明山的墓地，以“王澂瑩”名寻找未果，换以“王惜寸”寻找方才确认。竺并于当年8月携6名亲族赴台北阳明山扫墓，成为一时美谈。

## 家庭
娶妻奉化俞氏，有一子一女。子有精神问题。后续娶，有子七人。
独女王民嘉（1922年12月26日－1999年10月22日），1943年毕业于国立西南联合大学，嫁奉化竺伯康，1949年后留居大陆。为中国民主同盟会盟员、上海作家协会会员。有子竺越，女竺新原、竺重陵、竺逢。王民嘉创作有家族自传小说《惜楼烟云》（工人出版社1993年版）。

## 遗迹遗物
- 今浙江省宁波奉化溪口镇王惜寸题“惜福惜生，寸心千古”条幅。
- 王徵瑩、徐繼莊電蔣中正[13]。
- 于右任草书八言联立轴题赠王惜寸[14][15]。

## 著作
- 《葛竹王氏宗譜像》，一卷，王惜寸主修，余重耀編纂，1933年刊行[16]。首版现藏奉化区文管所，文革时遭破坏，现存为残本。